# 1913 en Italie
Chronologie de l'Italie
- 1909
- 1910
- 1911
- 1912
- 1913
- 1914
- 1915
- 1916
- 1917

## Événements

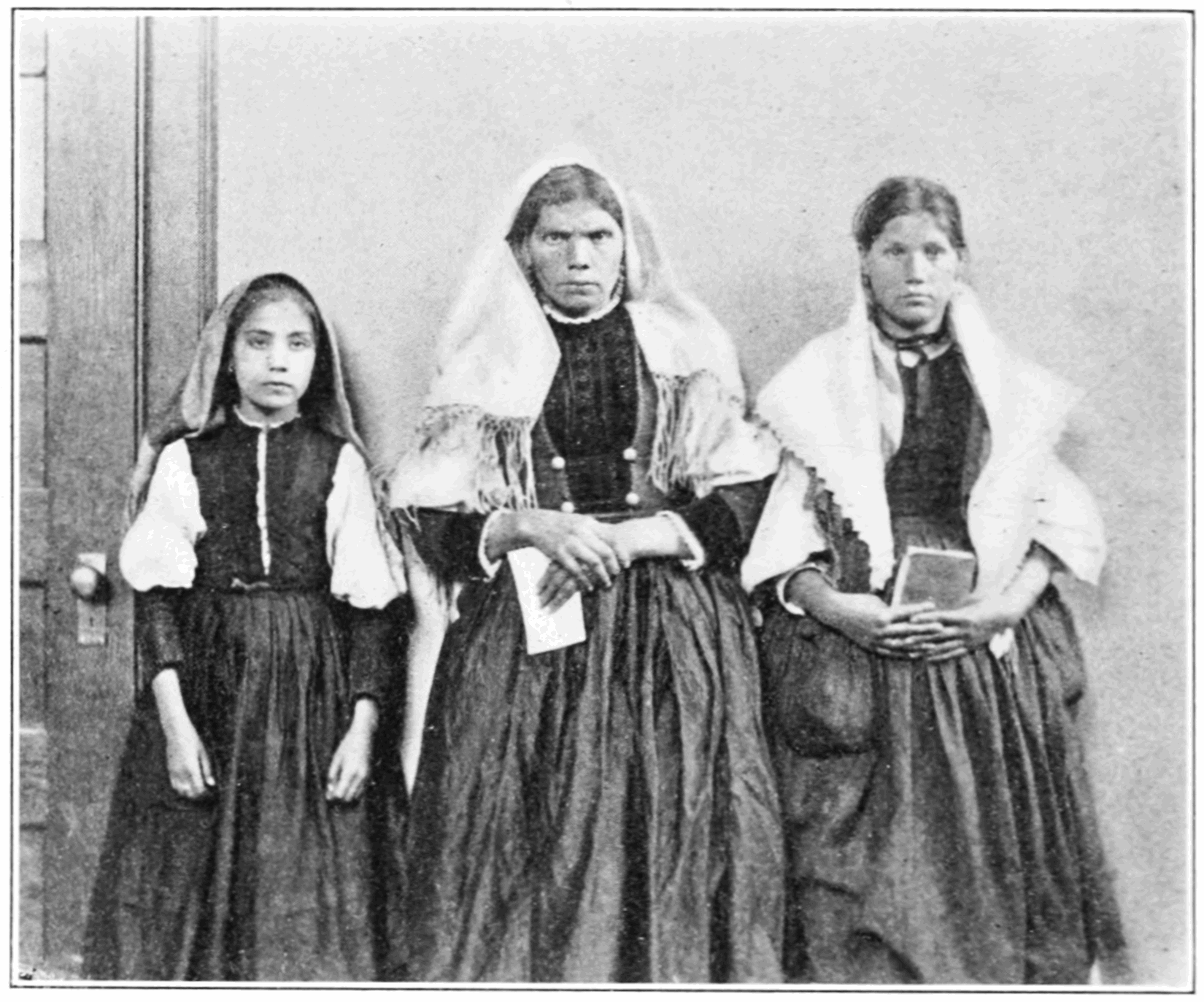
Trois immigrantes italiennes à Ellis Island. En 1913, 872598 Italiens quittent le pays. 376776 d’entre eux débarquent aux États-Unis.

- 1er janvier : Giovanni Papini et Ardengo Soffici fondent à Florence la revue d'avant-garde futuriste Lacerba (it) (fin en 1915)[2].
- 19 avril-29 mai : grève des ouvriers des usines automobiles milanaises Isotta Fraschini, Bianchi et Alfa[3].
- 6 mai : la Cour de La Haye condamne le royaume d'Italie à payer 32 800 $ de dommages et intérêts à la France pour la saisie des paquebots Carthage et Manouba pendant la guerre italo-turque[4].
- 16 mai : les forces italiennes du général Ettore Mambretti sont battues par les libyens à Sidi Garba près de Derna en Tripolitaine[5].

- 18-19 juin : bataille d'Ettangi en Libye[6].

- 26 octobre- 2 novembre : élections législatives[7], les premières au suffrage universel masculin. La nouvelle loi électorale porte le nombre des électeurs de 3,3 millions à 8,7. Giovanni Giolitti conclut un accord avec l’Unione Cattolica qui l’assure de son appui (Pacte Gentiloni) ; 33 députés catholiques font leur entrée à la Chambre.

- 27 novembre : début de la XXIVe législature du royaume d'Italie[7].

## Culture

### Opéras créés en 1913
- 10 avril : L'amore dei tre re (en français, « L'amour des trois rois »), opéra de Italo Montemezzi, livret de Sem Benelli, créé à La Scala de Milan.

## Naissances en 1913
- 21 mars : Mario Gentili, coureur cycliste, médaillé d'argent de la poursuite par équipes aux Jeux olympiques de 1936. († 19 janvier 1999)
- 26 avril : Mario Visintini, pilote de chasse. († 11 février 1941)
- 4 septembre : Renato Castellani, scénariste et réalisateur de cinéma, lauréat de la palme d'or à Cannes en 1952 et du lion d’or à Venise en 1954. († 28 décembre 1985)
- 19 octobre : Vasco Pratolini, écrivain, journaliste et scénariste, lauréat du prix Viareggio en 1955 pour Metello. († 12 juin 1991)

## Décès en 1913
- 23 janvier : Angiolo Nardi Dei, 80 ans, mathématicien, professeur à l'université de Pise. (° 9 janvier 1833)